# Tooth Protectors
Tooth Protectors è un videogioco del 1983 per Atari 2600, nonché in generale uno dei primi advergame, ovvero videogiochi realizzati per conto di un'azienda, atti a pubblicizzare prodotti di consumo che espongono l'apposito marchio. Il titolo venne sviluppato dalla Diversified Software Development, su commissione della multinazionale farmaceutica statunitense Johnson & Johnson.
Se si esclude Pepsi Invaders fu uno dei tre advergames sulla console, seguito da Kool-Aid Man (uscito anche su Intellivision) e Chase the Chuck Wagon, irreperibile nei negozi e ordinabile tramite corrispondenza. Per questo gioco i clienti lo ricevevano direttamente dalla J&J spedendo loro i francobolli della prova d'acquisto.
Tuttora è considerato uno tra i titoli rari dell'Atari 2600 ricercato dai collezionisti, nonostante abbia un prezzo non troppo elevato.

## Modalità di gioco
Tooth Protectors concettualmente si basa sull'igiene dentale e il suo gameplay è un ibrido tra Kaboom! e Breakout. Viene preso il controllo di T.P., diminutivo di Tooth Protector (il protettore dei denti), una faccia tonda dotata di braccia e gambe che si muove in orizzontale sopra un'arcata di otto denti. T.P. li deve appunto difendere dagli incessanti attacchi di Snack Attacker, l'invincibile nemico a questi somigliante ma demoniaco.
Snack Attacker fluttuando dall'alto dello schermo lancia degli snack, cioè placca sotto forma di piccoli quadrati che T.P. respinge col pezzo di filo interdentale tenuto saldo all'insù. Il giocatore tramite ciò guadagna sempre 100 punti; nel caso centrasse il nemico con uno stesso attacco deviato ne ottiene 500. Perde una vita qualora T.P. venga catturato e rapito da Snack Attacker. 
Quando uno o più denti sono colpiti iniziano a lampeggiare, il che è un segno di formazione della carie, la quale è prevenibile premendo il tasto del joystick in modo da applicare la cura "limitata" mediante pulizia totale; in ordine vedranno apparire lo spazzolino, di nuovo il filo interdentale ed il collutorio. Il giocatore se proprio non attiva tale funzione fa in modo che i denti coinvolti scompaiano. Si passa ai successivi livelli una volta scaduto il tempo indicato sulla barra nella parte superiore dell'interfaccia, e ricevendo al momento bonus maggiori per ciascun dente sano.
La sessione finisce dopo avere perduto tre denti o esaurite le vite a disposizione.